# Cairo Symphony Orchestra
Das Cairo Symphony Orchestra (arabisch أوركسترا القاهرة السيمفوني, DMG ạ̉wrkstrạ ạlqạhrẗ ạlsymfwny, auch Orkestra al-Qāhira al-Simfōnī) ist ein äygptisches Sinfonieorchester, das sich der klassischen Musik widmet und in Kairo ansässig ist. 

## Geschichte
Gegründet wurde das Orchester, das sich ab 1956 zunächst als Rundfunkensemble formiert hatte, unter dem neuen Namen Cairo Symphony Orchestra im Jahr 1959 von Franz Litschauer, dem ersten Chefdirigenten. Seine Nachfolger in der Gründerzeit waren die Serben Živojin „Gika“ Zdravković (1959–1960) und Dušan Miladinović (1960–1963), die Ägypter Ahmed Ebeid (1963–1965) und Youssef El-Sisi (ab 1965 mit Unterbrechungen bis 1990 prägend) sowie zwischenzeitlich der DDR-Dirigent Gerhart Wiesenhütter (1967–1968) und der Armenier Martin Nersessjan (1973–1974). Im Gefolge der Annäherung Ägyptens an die Sowjetunion in der Ära Nasser war der Anteil ausländischer, vor allem osteuropäischer Musiker zunächst mit bis zu 70 Prozent sehr hoch. Das hat sich in den Jahren nach 2000 geändert, der Anteil ägyptischer Musiker ist seither auf bis zu 80 Prozent gestiegen. Gleichzeitig führte das Orchester in seinen Programmen auch Werke ägyptischer Komponisten auf – u. a. von Abu-Bakr Khairat, Aziz El-Shawan, Ğamāl Abd al-Rahīm, Sayed Awad und Rageh Daoud.
Im Lauf der Jahre, besonders dann in der Ära unter Ahmed El Saedi ab 1991, erweiterte das Orchester kontinuierlich sein Repertoire mit Werken aus der Spätromantik, dem Impressionismus und der frühen Moderne, vor allem mit Werken von Bruckner, Mahler, Ravel, Debussy, Bartók, Hindemith, Strawinsky, Prokofjew und Schostakowitsch. Um  zeitgenössischen Komponisten aus dem arabischen Raum ein Forum zu bieten, gründete El Saedi mit dem Orchester das Festival Arabic Perspectives, das 2002 zum ersten Mal stattfand und seither Künstler wie Marcel Khalifé und Mayas Al Yamani präsentierte.
Die Reihe namhafter Gastdirigenten des Cairo Symphony Orchestra reichte von Charles Münch und Yehudi Menuhin bis zu Gennadi Roschdestwenski und Daniel Barenboim, der 2009 das Orchester in Kairo dirigierte und ein auch aus politischen Gründen vielbeachtetes Konzert mit Beethovens 5. Sinfonie gab. Mit dem Orchester musizierten Gastsolisten wie Rudolf Buchbinder, Abdel Rahman El Bacha, Jörg Demus, Ramzi Yassa, André Navarra, Stefan Vladar, Christian Altenburger, Cristina Ortiz, Anastasia Chebotareva, Viktoria Postnikova und Plácido Domingo.
Auch außerhalb Ägyptens wurde das Orchester bekannt, es unternahm Tourneen durch Europa und Asien, etwa nach China (2004/2006), Jordanien (2008) und Deutschland (u. a. 2015/2018). Ein weiterer Höhepunkt in der Geschichte des Orchesters war das Gastspiel im renommierten Wiener Musikverein im Mai 2017 unter Chefdirigent Ahmed El Saedi.

## Spielorte, Reihen
In der Anfangszeit spielte das Orchester im Khedivial-Opernhaus. Nach dessen Zerstörung durch einen Brand 1971 fanden die Konzerte im El Gomhouria Theatre statt. Eine neue Heimstatt erhielt das Orchester schließlich im 1988 eröffneten Opernhaus Kairo. Nachdem 1994 ein Opernorchester gegründet wurde, konnte das Cairo Symphony Orchestra verstärkt sein sinfonisches Repertoire ausbauen. 1999 wurde das Orchester erweitert durch einen integrierten A-cappella-Chor, mit dem auch Aufführungen großer Oratorien und Chorsinfonien möglich wurden. Das Angebot des Orchesters umfasst saisonale Konzertreihen im Opernhaus Kairo (Großer und Kleiner Saal) sowie im Sayed Darwish Theatre in Alexandria, außerdem Kinder-, Schüler- und Familienkonzerte.

## Chefdirigenten seit 1991
- Ahmed El Saedi (1991–2003)
- Sergio Cárdenas (2003–2004)
- Christoph-Mathias Mueller (2004–2005)
- Steven Lloyd-Gonzalez (2005–2007)
- Andreas Spörri (2007–2008)
- Marcello Mottadelli (2008–2011)
- Jiří Petrdlík (2011–2014)
- Ahmed El Saedi (seit 2014)